# Louis Jouard de La Nauze
Pour les personnes ayant le même patronyme, voir Jouard.
Louis Jouard de La Nauze, né à Villeneuve-sur-Lot le 27 mars 1696 et mort à Paris le 2 mai 1773, est un jésuite français, historien de l'Antiquité.

## Biographie
Il est l'auteur de mémoires et de dissertations publiés par l'Académie royale des inscriptions et belles-lettres et portant sur des sujets tels que les chansons de la Grèce antique, l'antiquité et l'origine de la Kabbale, l'histoire du calendrier égyptien, le poids de l'ancienne livre romaine. Ses travaux sont cités par Louis de Jaucourt dans l’Encyclopédie (articles Peinture des Romains et Zodiaque), par Jean-Jacques Rousseau dans son Dictionnaire de la musique (article Chanson), par Edward Gibbon dans son Histoire de la décadence et de la chute de l'Empire romain, par Georges Cuvier dans son Discours sur les révolutions de la surface du globe. 
Il a également traduit du latin l'Histoire de l'église de Sarlat, d'après la Gallia christiana de Denis de Sainte-Marthe, et Le Directeur des âmes religieuses de Louis de Blois.
Louis Jouard de La Nauze fut élu membre de la Royal Society en 1732 et membre de l'Académie royale des inscriptions et belles-lettres en 1754.